# Bučický rybník
Bučický rybník se nachází na říčce Mrlině v katastru obce Rožďalovice v okrese Nymburk. Má tvar půlměsíce a je orientován z jihovýchodu na severozápad. Vodní plocha má rozlohu 28 ha. Navazuje na rozlohou malý Lohovský rybník s cennými rákosinami. Kromě Mrliny je ze severu napájen náhonem z Libáňského potoka a bezejmenným tokem z nedalekého rybníka Pařízek. Bučický rybník je ze všech stran obklopen lesy či rákosinami. Podél vede zelená turistická značka a žlutá turistická značka s naučnou stezkou Bučický mlýn, která začíná v Rožďalovicích a končí u rozcestí Nad Bučicí. U hráze a výpusti rybníka je situován Bučický mlýn s restaurací, který je v letních měsících turisticky vyhledávanou lokalitou. Bučický rybník je součástí ptačí oblasti Rožďalovické rybníky. Slouží jako zásobárna vody pro průmyslové podniky.

## Galerie

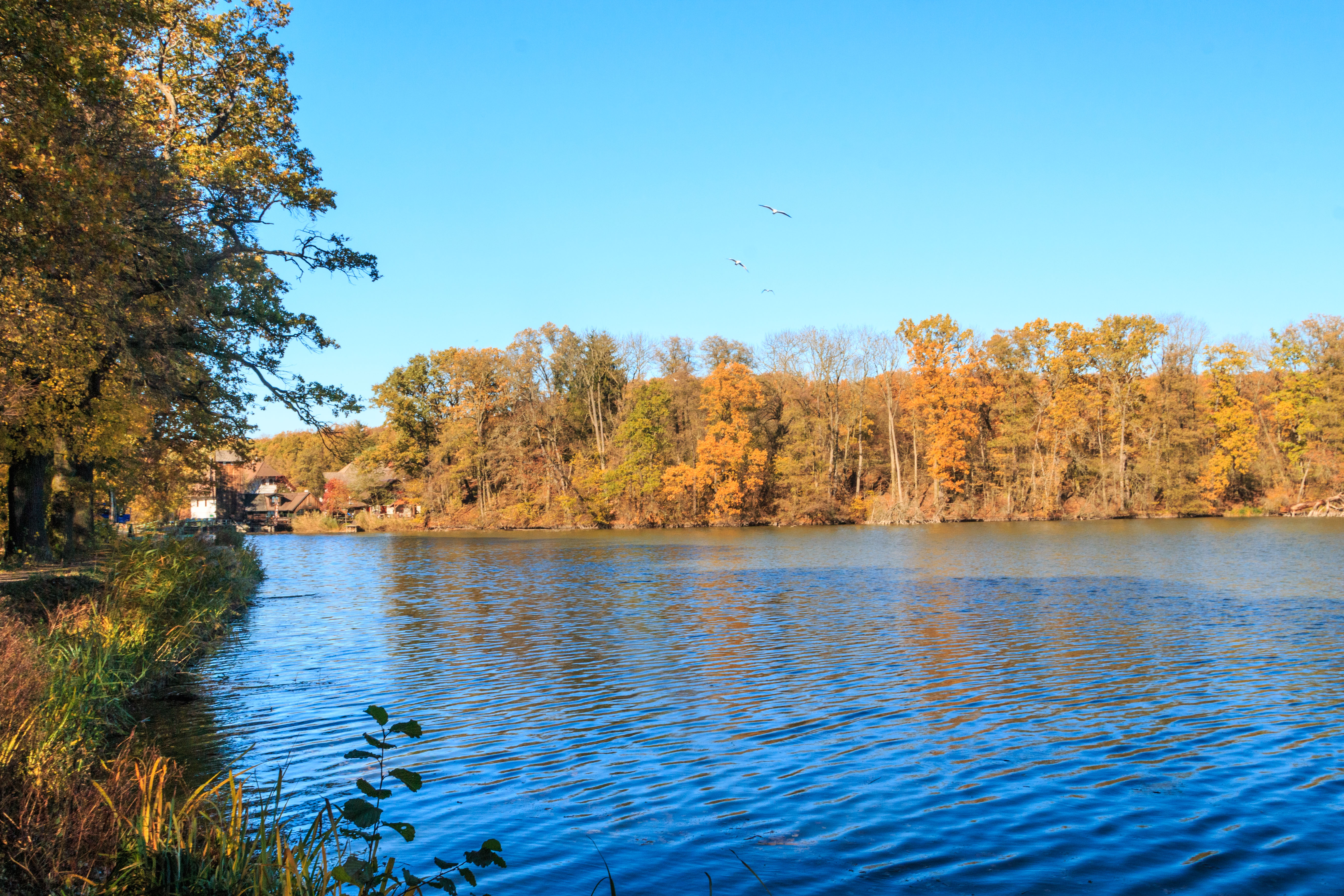
Pohled na podzimní Bučický rybník
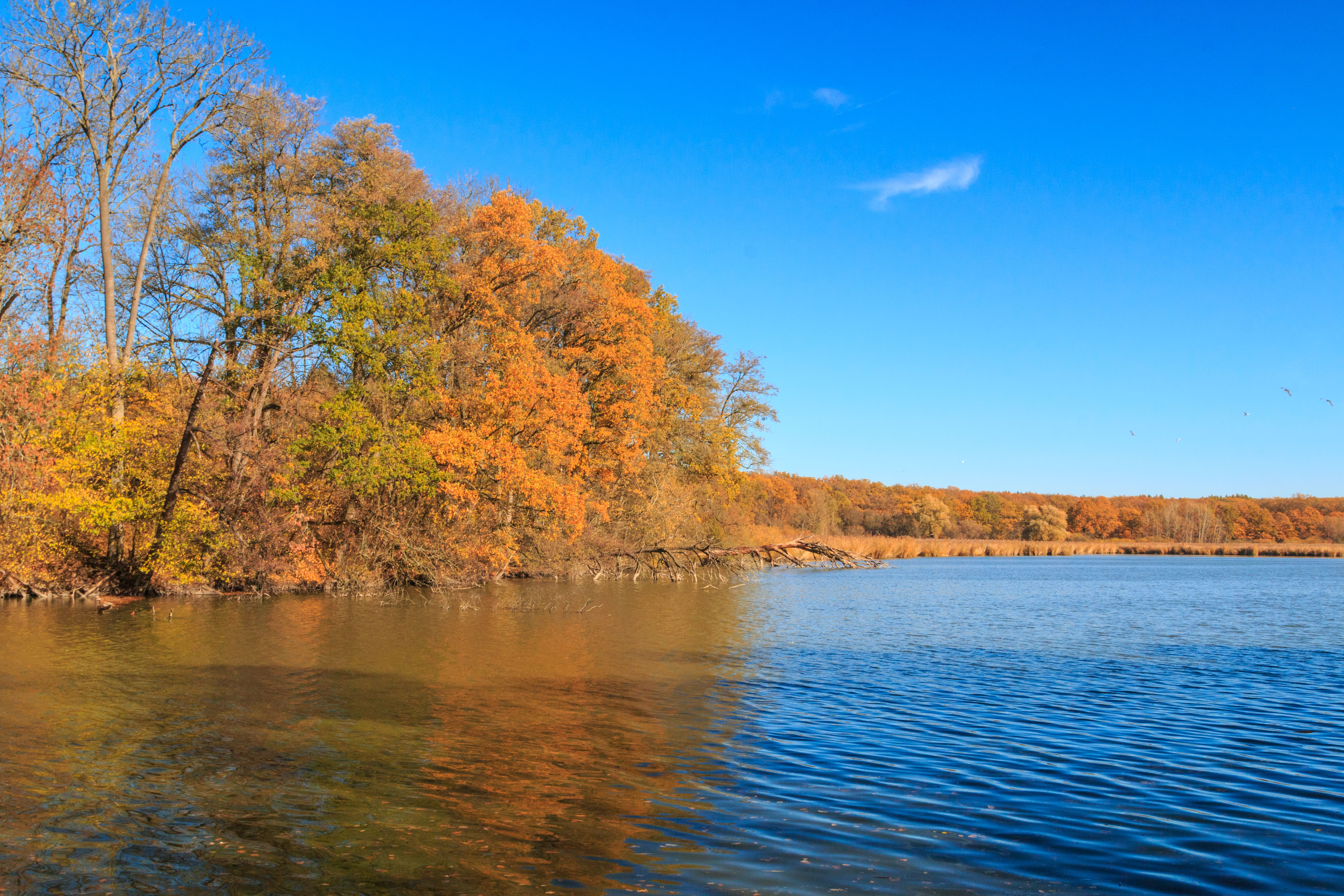
Pohled na podzimní Bučický rybník
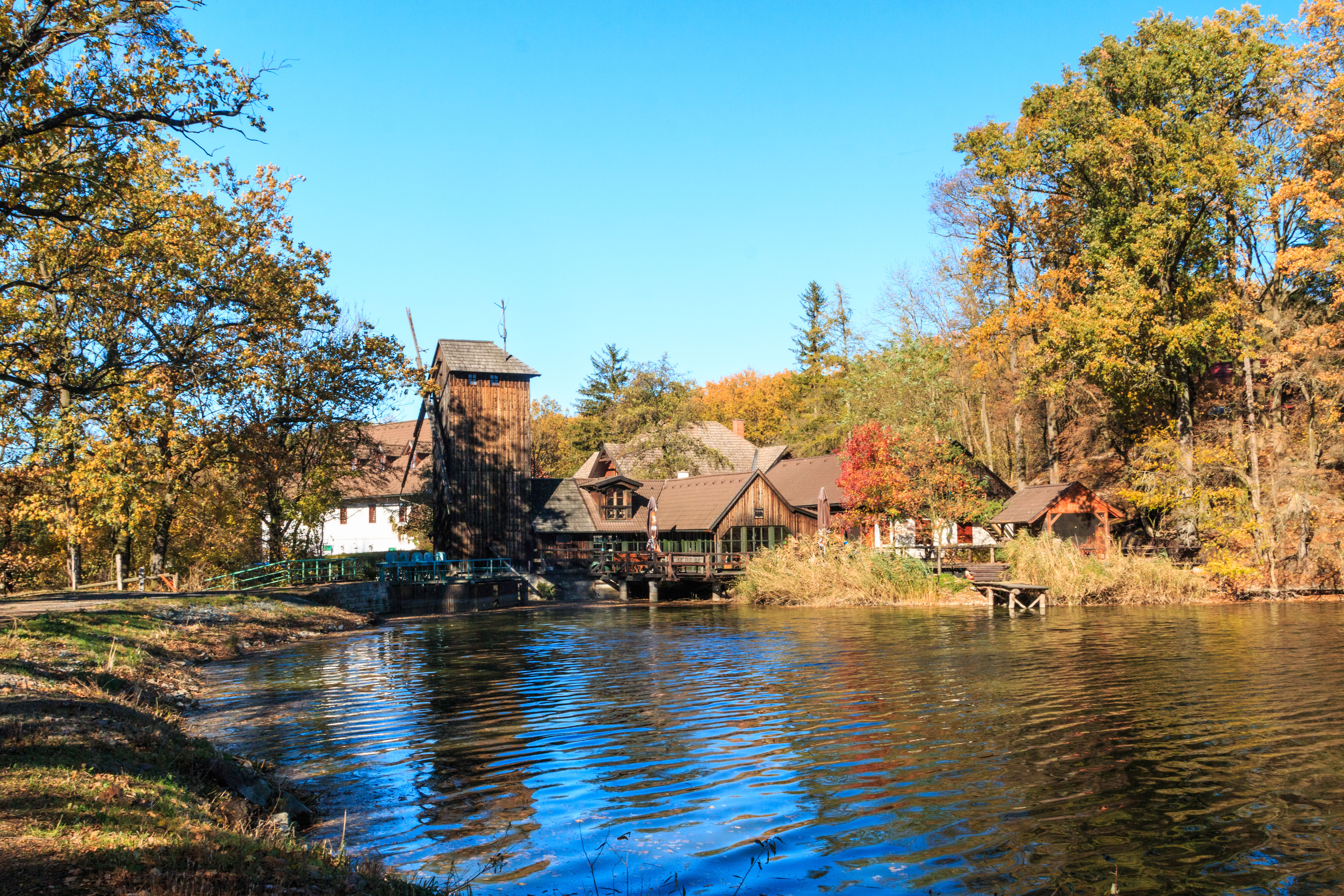
Pohled na podzimní Bučický rybník
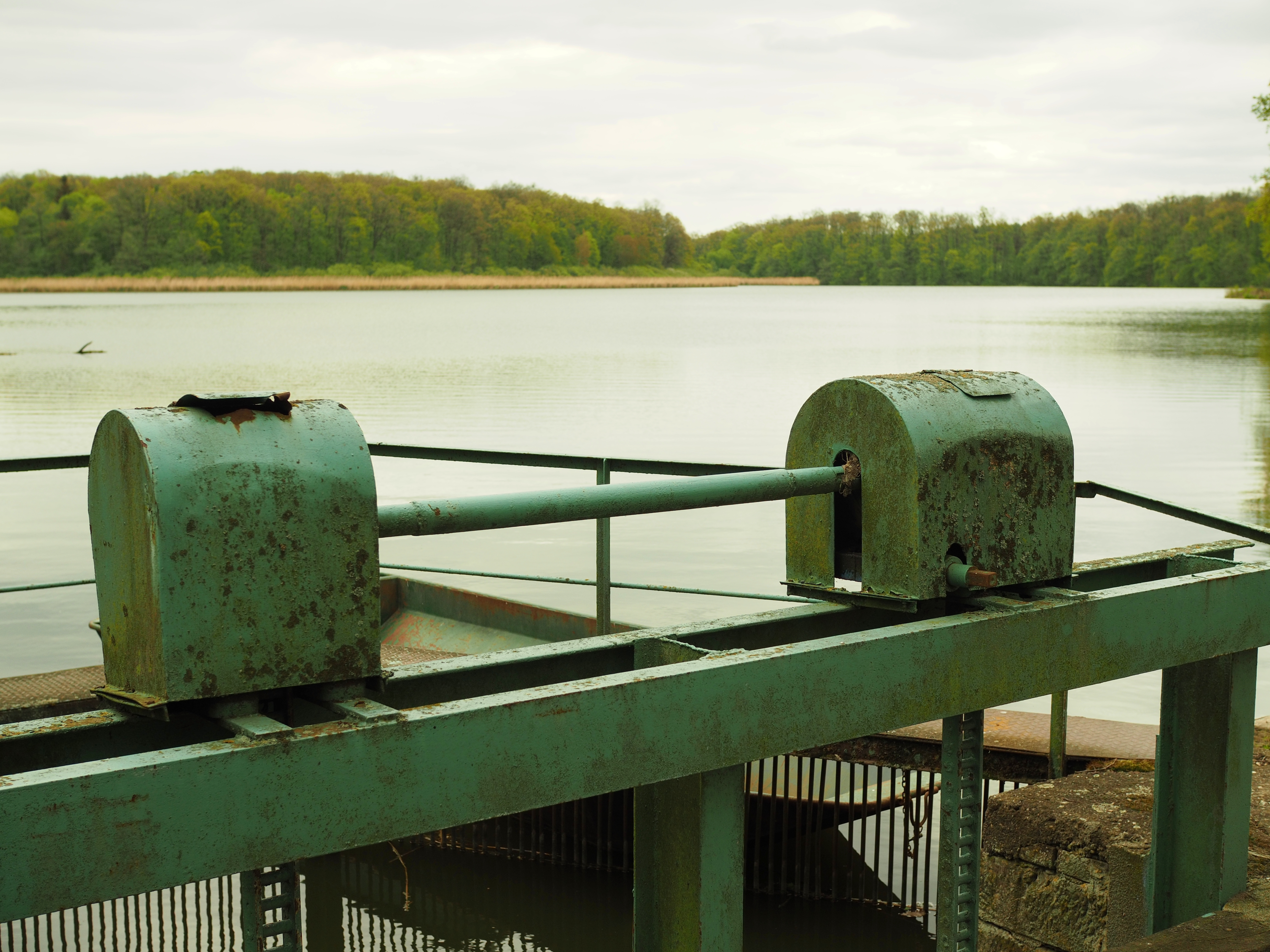
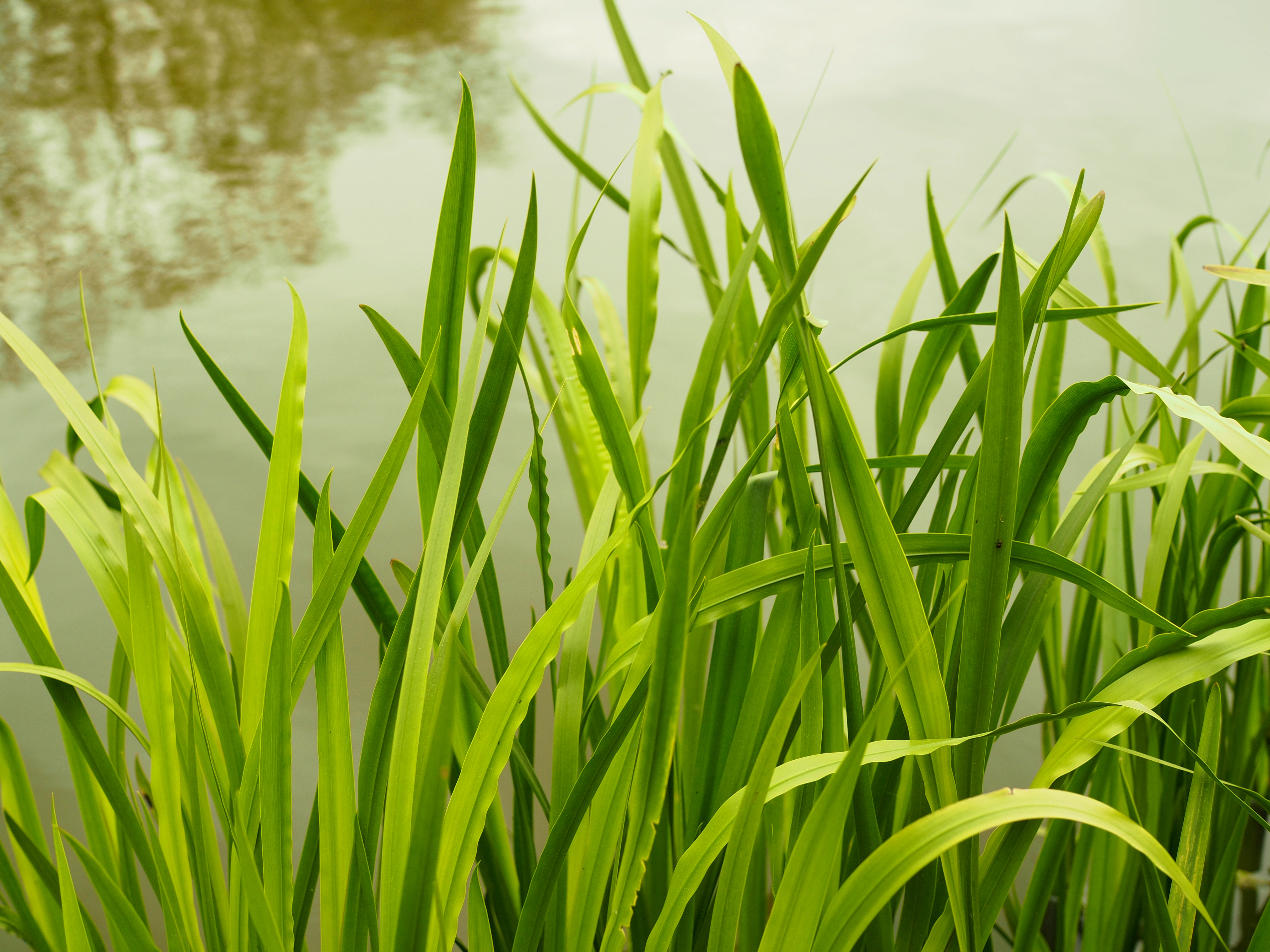
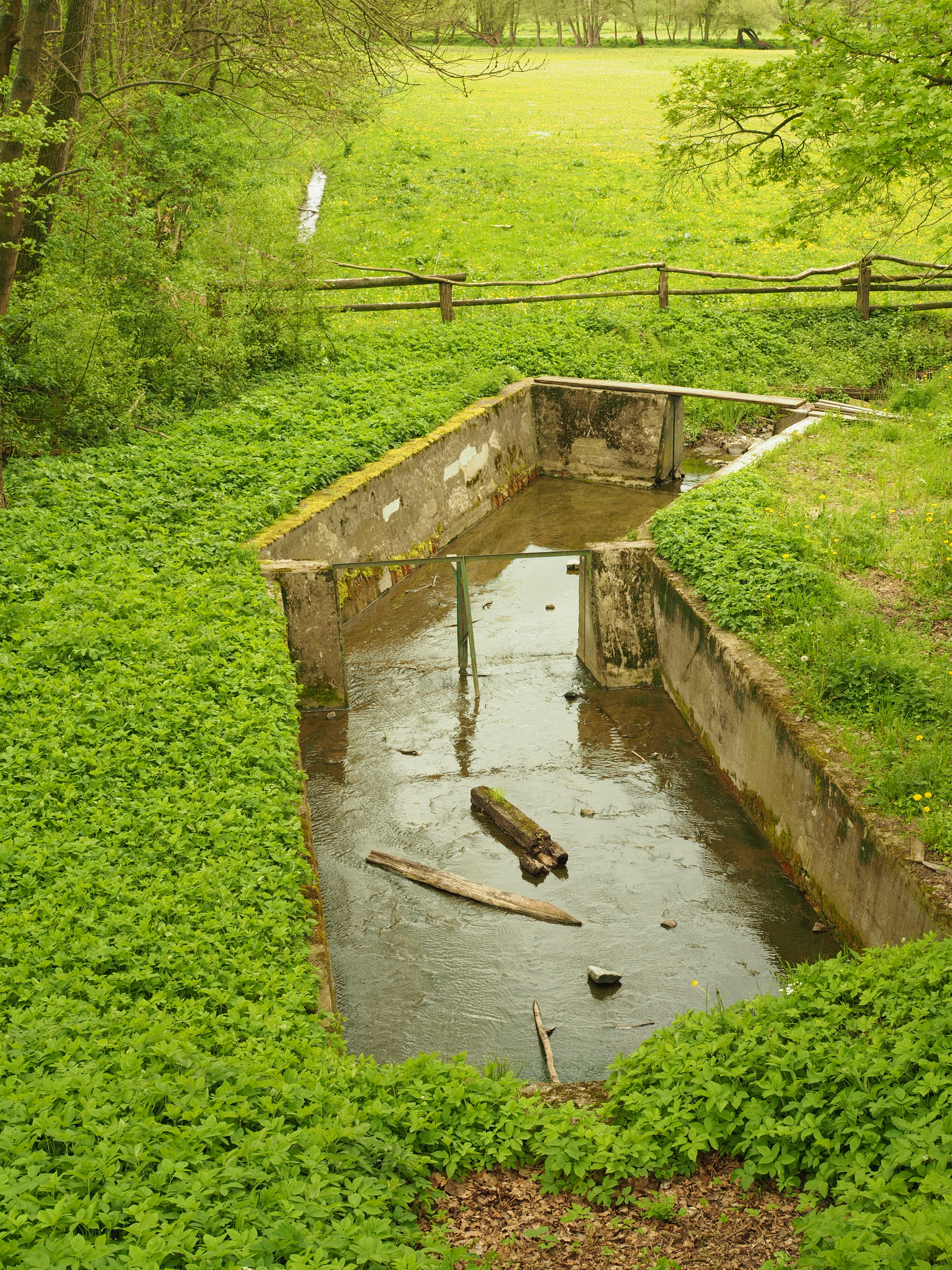